# Behamaat

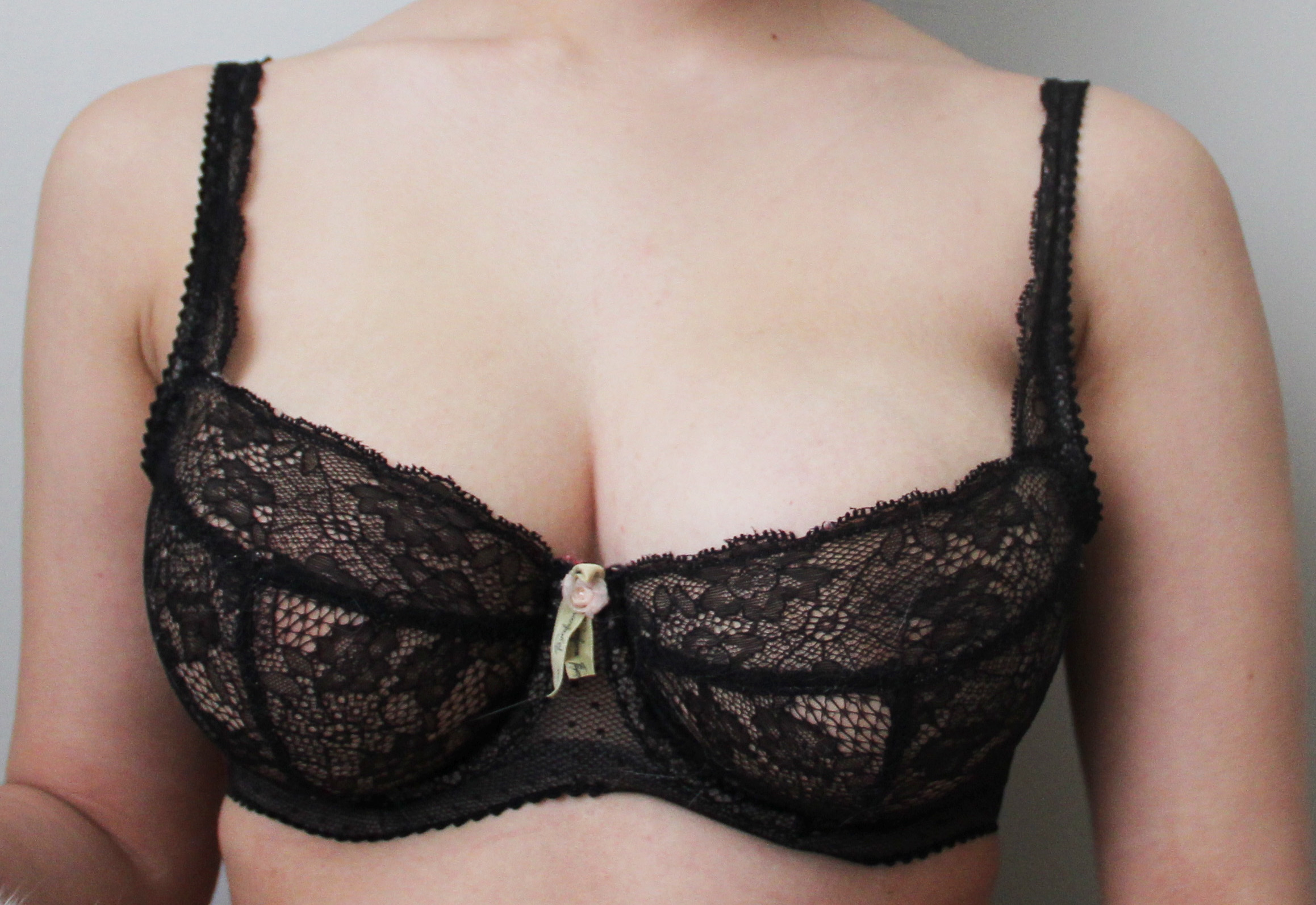
Een beha die gedragen wordt door een vrouw. Volgens de fotograaf is dit een beha met EU-maat 65E; een kleine omvangsmaat gekoppeld aan een vrij grote cupmaat. De cups sluiten niet helemaal goed aan.

Deze behamaten hebben cups van hetzelfde volume, ook al zijn de bandmaten verschillend en verschillen de letters die de cupmaat aangeven.

De behamaat is een kledingmaat voor beha's. Beha's worden geproduceerd in verschillende maten om tegemoet te komen aan de grote verscheidenheid in menselijke lichamen. Hoewel behamaten nagenoeg overal op dezelfde manier worden opgemeten, zijn er tientallen maatsystemen en -tabellen in gebruik. Zo is er een Amerikaanse, Britse, Europese, Franse en Italiaanse maat. In Nederland worden de Europese maten het meest gebruikt en in België de Franse.
De maten van beugelbeha's en andere voorgevormde beha's bestaan uit een letter die de cupmaat aangeeft (een indicatie van het volume van de borsten) en een getal dat de borstomtrek aangeeft. Cupmaten worden sinds de jaren 30 en 40 gebruikt en worden berekend op basis van het verschil in omtrek van de torso over de borsten en onder de borsten. De cupmaten verhouden zich tot de bandmaat, waardoor een B-cup met maat 75 niet even groot is als een B-cup met maat 80. Binnen dit systeem is er sprake van zustermaten (sister sizes): beha's met een andere bandmaat en een andere cupmaat waarvan de cups toch hetzelfde volume hebben. De cups van een 75B, bijvoorbeeld, zijn even groot als die van een 80A (met langere band) en 70C (met kortere band). De kleinste cup is AA, waarop (in continentaal Europa) de maten A, B, C, D, E, ... volgen; elders hanteert men licht verschillende standaarden. Veel merken bieden 36 verschillende maatcombinaties aan.
Niet alle beha's worden volgens dit maatsysteem geproduceerd. Bralettes, sportbeha's en topjes zonder voorgevormde cups worden doorgaans aangeboden in een vijf- of zestal maten, en louter op basis van de borstomtrek, niet op basis van het verschil tussen borstomtrek over en onder de borsten. Hiervoor hanteren fabrikanten de plaatselijk gebruikelijke confectiematen voor bovenstukken. Ten slotte experimenteren sommige fabrikanten met alternatieve maatsystemen.

## Behamaat berekenen

### Band- of omvangsmaat
Behamaten bestaan uit een letter en een getal. Het getal is een maat voor de omvang van de ribbenkast en wordt direct onder de borsten opgemeten. Afhankelijk van de maattabel, vertalen deze onderwijdtes zich in de volgende bandmaten:
| Onderwijdte | Bandmaat | Bandmaat | Bandmaat | Bandmaat | Bandmaat |
| Onderwijdte | EU       | FR       | IT       | US/UK    | AU/NZ    |
| ----------- | -------- | -------- | -------- | -------- | -------- |
| 58–62 cm    | 60       | 75       | 0        | 28       | 6        |
| 63–67 cm    | 65       | 80       | 1        | 30       | 8        |
| 68–72 cm    | 70       | 85       | 2        | 32       | 10       |
| 73–77 cm    | 75       | 90       | 3        | 34       | 12       |
| 78–82 cm    | 80       | 95       | 4        | 36       | 14       |
| 83–87 cm    | 85       | 100      | 5        | 38       | 16       |
| 88–92 cm    | 90       | 105      | 6        | 40       | 18       |
| 93–97 cm    | 95       | 110      | 7        | 42       | 20       |
| 98–102 cm   | 100      | 115      | 8        | 44       | 22       |
| 103–107 cm  | 105      | 120      | 9        | 46       | 24       |
| 108–112 cm  | 110      | 125      | 10       | 48       | 26       |
| 113–117 cm  | 115      | 130      | 11       | 50       | 28       |
| 118–122 cm  | 120      | 135      | 12       | 52       | 30       |
| 123–127 cm  | 125      | 140      | 13       | 54       | 32       |
| 128–132 cm  | 130      | 145      | 14       | 56       | 34       |
| 133–142 cm  | 135      | 150      | 15       | 58       | 36       |
| > 143 cm    | 140      | 155      | 16       | 60       | 38       |

### Cupmaat

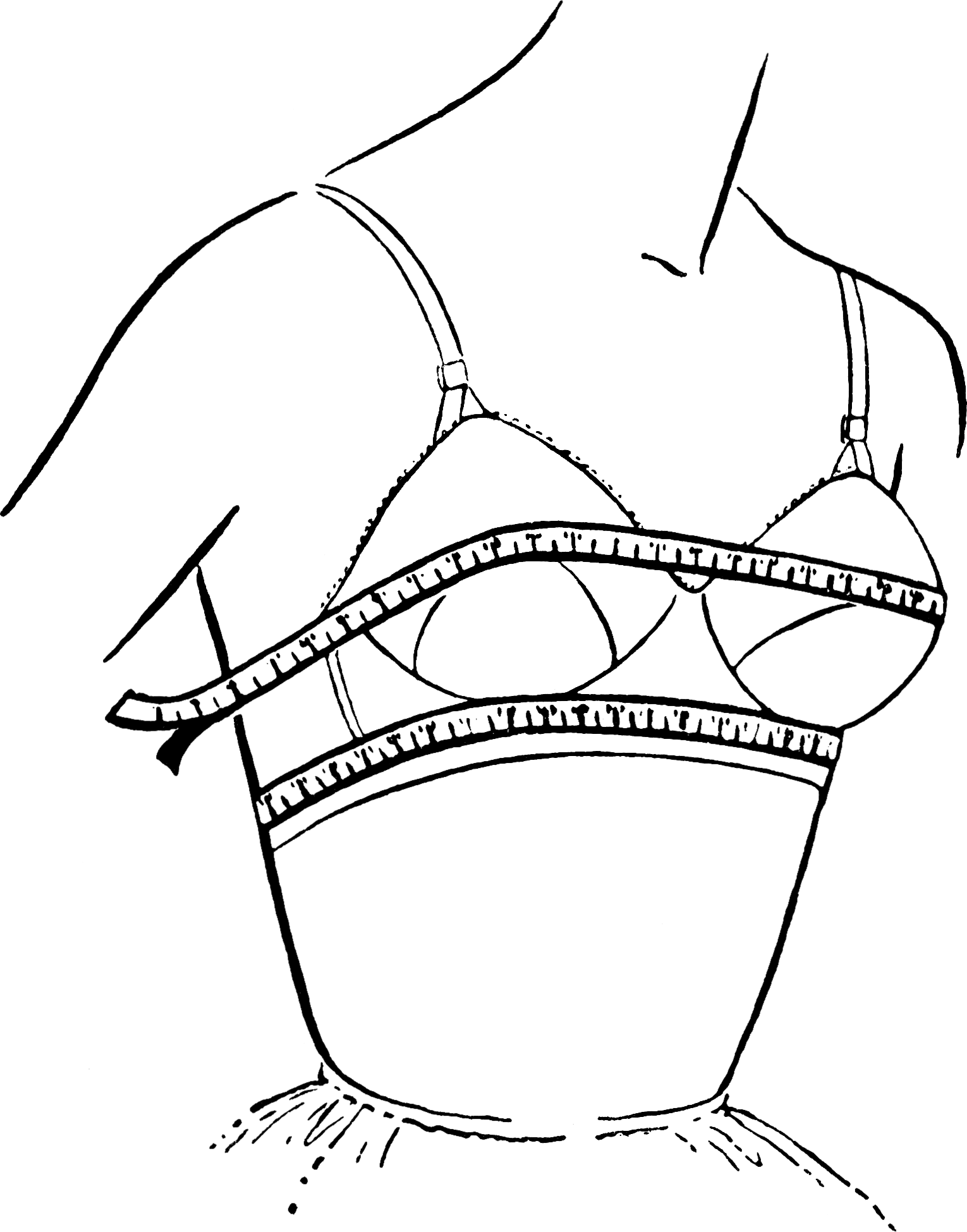
De omtrek over en onder de borsten meten om zowel de cupmaat als de bandlengte vast te stellen

Om de cupmaat te berekenen, wordt gekeken naar het verschil tussen de onderwijdte en de bustwijdte (of bovenwijdte, of borstmaat), dat wil zeggen de omtrek van de borstkas over de borsten, ter hoogte van de tepellijn. Hoe kleiner het verschil, hoe kleiner de cupmaat. Afhankelijk van de maattabel, vertaalt het verschil tussen onderwijdte en bustwijdte zich in deze cupmaten:
| Verschil | Cupmaat | Cupmaat | Cupmaat  |
| Verschil | EU/FR   | UK      | US       |
| -------- | ------- | ------- | -------- |
| 10–12 cm | AA      | AA      | AA       |
| 12–14 cm | A       | A       | A        |
| 14–16 cm | B       | B       | B        |
| 16–18 cm | C       | C       | C        |
| 18–20 cm | D       | D       | D        |
| 20–22 cm | E       | DD      | DD/E     |
| 22–24 cm | F       | E       | DDD/F    |
| 24–26 cm | G       | F       | DDDD/G   |
| 26–28 cm | H       | FF      | DDDDD/H  |
| 28–30 cm | I       | G       | DDDDDD/I |
| 30–32 cm | J       | GG      | J        |
| 32–34 cm | K       | H       | K        |
| 34–36 cm | L       | HH      | L        |
| 36–38 cm | M       | J       | M        |
| 38–40 cm | N       | JJ      | N        |

### Moeilijkheden
Hoewel het aanbod aan maten groot is, vindt niet elke drager makkelijk de juiste behamaat. Ten eerste kan de zoektocht naar de passende maat moeizaam verlopen, omdat veel vrouwen niet weten hoe ze hun maat moeten berekenen of omdat er verwarring bestaat over de maatsystemen. Ten tweede zijn beha's gemaakt op het lichaam van een ideale of 'normale' vrouw, en is in werkelijkheid niet ieder vrouwenlichaam op mathematische wijze in hokjes in te delen. Er bestaan niet alleen erg veel borstgroottes, maar ook diverse vormen. Borsten kunnen, los van de grootte, breed of smal zijn, kort of lang, hoog of laag gepositioneerd, dicht bij elkaar of ver uit elkaar, ...
Een goed passende beha heeft een borstband die op de rug niet verschuift. Aan de voorzijde moet de band overal plat tegen het lichaam liggen.
Tekenen dat een beha niet goed past, kunnen zijn:
- de band snijdt in de zijden: de bandmaat is te klein
- de beha schuift naar boven: de bandmaat is te groot
- de schouderbandjes snijden in de schouders: de bandjes zijn te kort of te hard aangetrokken
- de cup zit kreukelig of staat bovenaan open: de cupmaat is te groot
- de borsten puilen uit de cups: de cupmaat is te klein

Als de verhouding van de grootte van de borsten ten opzichte van de rug afwijkt van het gemiddelde, kloppen de maten niet meer. Een oplossing voor vrouwen met een brede rug is een cupmaat kleiner en een omvangsmaat groter (bijvoorbeeld 95B in plaats van 90C). Vrouwen met grote borsten in vergelijking met hun rug kunnen een cupmaat groter en een omvangsmaat kleiner proberen (bijvoorbeeld 85E in plaats van 90C).
Een ander klassiek probleem is dat de beide borsten van een vrouw niet altijd even groot zijn. Als er een cupmaat verschil bestaat moet een beha van de grootste maat worden gekozen en de ene cup die dan te groot is, van een kleine opvulling (padding) worden voorzien.    

## Maatsystemen

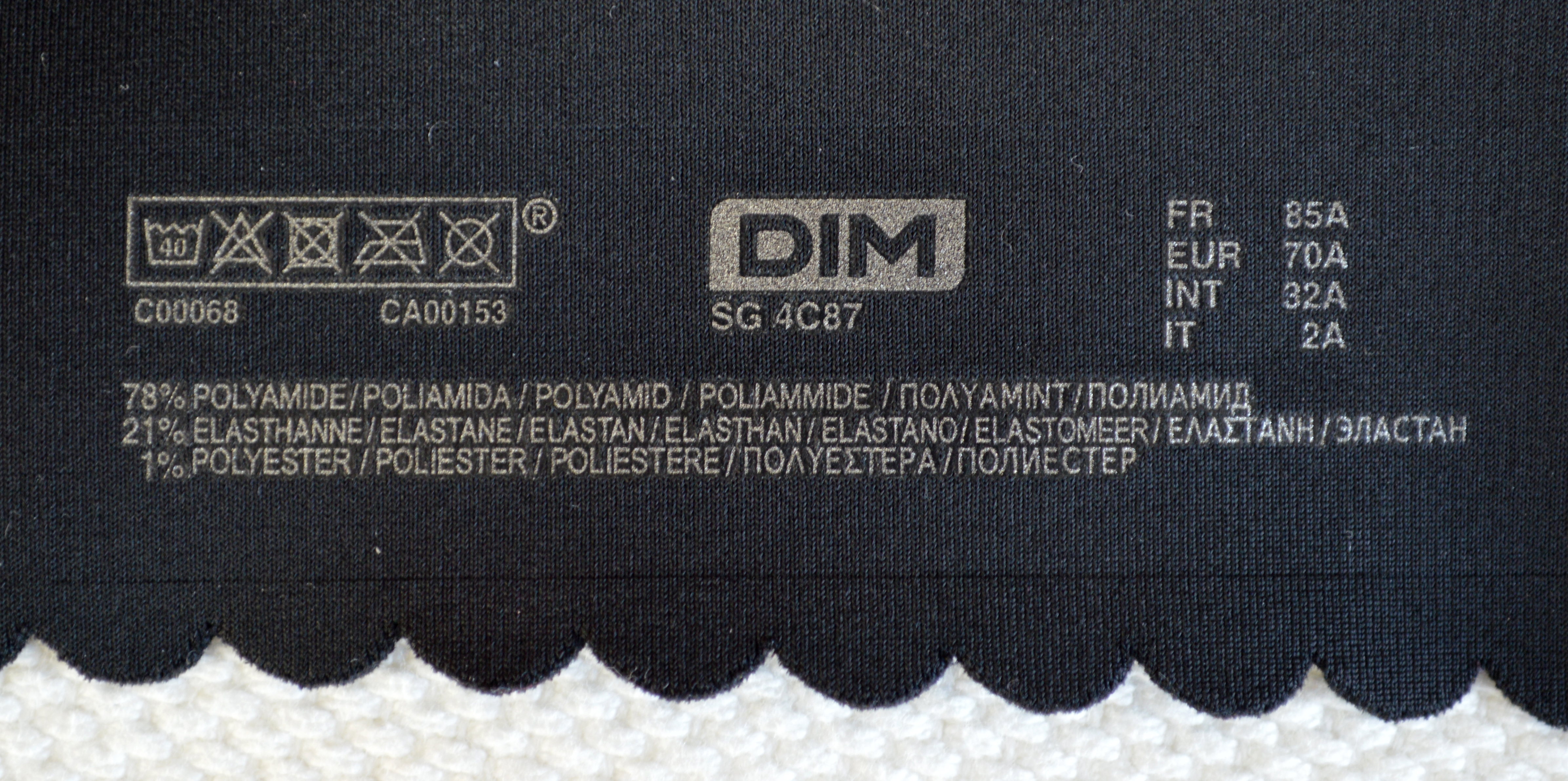
Label aan de binnenzijde van een naadloze T-shirtbeha, met het wasvoorschrift, het merk, de behamaat volgens verschillende systemen en de stofsamenstelling. Deze 85A in Franse maat (België) komt bijvoorbeeld overeen met de Europese maat 70A (Nederland), de internationale maat 32A en de Italiaanse maat 2A.

### Europa
Bij de Europese maat duidt het getal de omvang van de borstkas onder de borsten aan (in centimeter, strak aangetrokken). De maten worden afgerond tot ze een 0 of 5 als laatste cijfer hebben. Dit noemt men de bandmaat.
De letter geeft het verschil tussen de omvang gemeten op de borstkas, en de omvang gemeten op het dikste niveau van de borsten zelf aan. Zie de tabel met cupmaten. Bijvoorbeeld: een verschil tussen 16 en 18 centimeter komt overeen met cup C, en iemand met een borstomvang onder de buste van 93 centimeter en op de buste van 110 centimeter heeft dus maat 95C. De cupletter alleen zegt niet alles over de grootte van de borsten, een D-cup is immers kleiner bij iemand met een smalle taille dan een B-cup bij iemand met een brede taille.

### Frankrijk
De Franse maat is gemakkelijk te berekenen door 15 cm op te tellen bij de Europese maat. De berekening van de cupmaat is identiek als in de Europese maat. Het verschil tussen de borstomvang en de bandmaat bepaalt de cupmaat.

### Verenigde Staten
Amerikaanse maten werken volgens hetzelfde principe. Het getal geeft de borstkasomtrek onder de borsten in inches. De cupgrootte wordt bepaald door het verschil tussen de omtrek van de borsten en de omtrek van de borstkas onder de borsten.
Er is echter nog een tweede Amerikaanse maatsoort in omloop. Daarbij moet bij de borstkasomtrek onder de borsten 5 inch worden bijgeteld als het getal oneven is en 6 inch als het getal even is. De cupmaat wordt gemeten op het breedste deel van de borst. Het verschil tussen dit getal en de omtrek van de borstkas onder de borst geeft de cupmaat weer: een verschil tot 1 inch = A cup, tot 2 inch = B, tot 3 inch = C, tot 4 inch = D, tot 5 inch = DD, tot 6 inch = F en tot 7 inch = FF (1 inch = 2,54 cm).